# Tả vu và Hữu vu (Hoàng thành Huế)
Tả vu và Hữu vu là hai công trình phối thuộc của Điện Cần Chánh trong Tử Cấm Thành của Kinh thành Huế. Tả vu là toà nhà dành cho các quan văn, còn Hữu vu là toà nhà dành cho các quan võ; đây là nơi các quan chuẩn bị nghi thức trước khi thiết triều, nơi làm việc của cơ mật viện, nơi tổ chức thi Đình và yến tiệc. Tả vu và Hữu vu đều được xây dựng vào vào năm Gia Long thứ 18 (1819).

## Đặc điểm

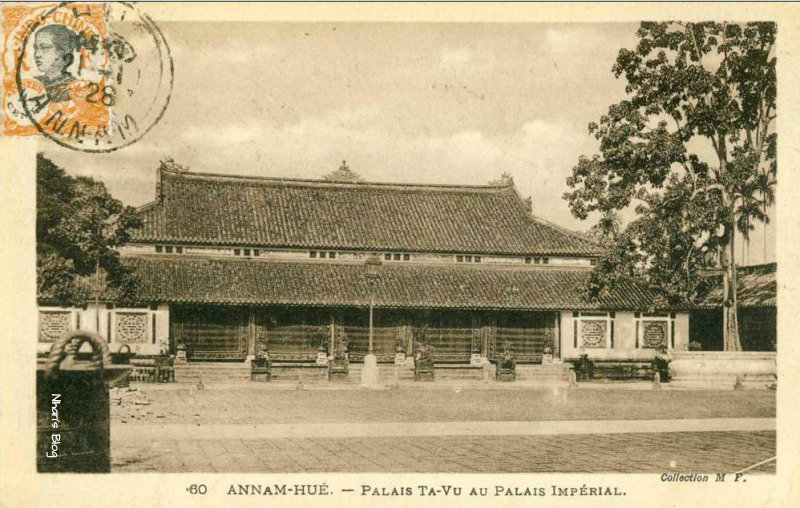
Hữu vu

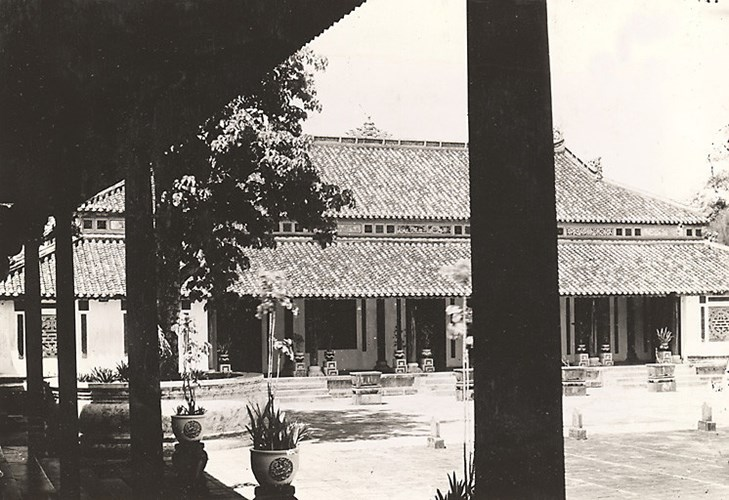
Tả Vu

Xây dựng vào đầu thế kỷ XIX, các công trình trên được sửa chữa nhiều lần dưới thời các vua Nguyễn. Đặc biệt dưới thời vua Khải Định (năm 1923), Tả Vu và Hữu Vu đã được tu bổ với sự thay đổi lớn về cấu trúc, vật liệu, hình thức trang trí…
Trong quá trình tu bổ, mặc dù công nghệ xây dựng công trình đã có sự ảnh hưởng phong cách châu Âu với trần nhà đã được thay bằng bê tông và sàn lát gạch hoa, nhưng vẫn giữ được hình dạng cấu trúc ban đầu. Đặc biệt, tường và trần nhà đều được trang trí, vẽ màu theo phong cách châu Âu với hoạ tiết thể hiện các chủ đề truyền thống của cung đình Huế như: "Tam sư huý cầu", "Tam tinh", "Lưỡng Long triều nghi", "Lưỡng Long chầu nhật", "Ngũ Phúc kiếm thọ", "Cổ đồ bát bửu", tứ linh, tứ quý, bát bửu, dây lá,...

## Lịch sử
Tả vu và Hữu vu đều được xây dựng vào vào năm Gia Long thứ 18 (1819).
Công trình đã từng được tu sửa 2 lần vào năm Thành Thái thứ 10 (1899).
Đến năm 1923 nhân chuẩn bị cho lễ Tứ Tuần Đại Khánh của vua Khải Định công trình một lần nữa được tu sửa và có quy mô, hình dáng kiến trúc như ngày hôm nay.
Trong thời gian chiến tranh Tả Vu, Hữu Vu bị xuống cấp nghiêm trọng và được trùng tu vào các năm 1977, 1986, 1997-1999.
Trong giai đoạn từ năm 1986 đến năm 1988, công trình đã được các chuyên gia Ba Lan hỗ trợ phục hồi phần mái và gia cố một phần nhằm bảo vệ các họa tiết còn sót lại.
Năm 2012, hệ thống tường và trần nhà trang trí, vẽ màu theo phong cách châu Âu với họa tiết thể hiện các chủ đề truyền thống của cung đình Huế đã được phục hồi lại.
Hiện nay công trình nhà Tả Vu dùng để tổ chức trưng bày chuyên đề về các di sản văn hóa thế giới thuộc hệ thống di sản văn hóa Huế. Nhà Hữu Vu tổ chức một số dịch vụ trải nghiệm văn hóa cung đình xưa.

## Hình ảnh

Hữu Vu (1921)
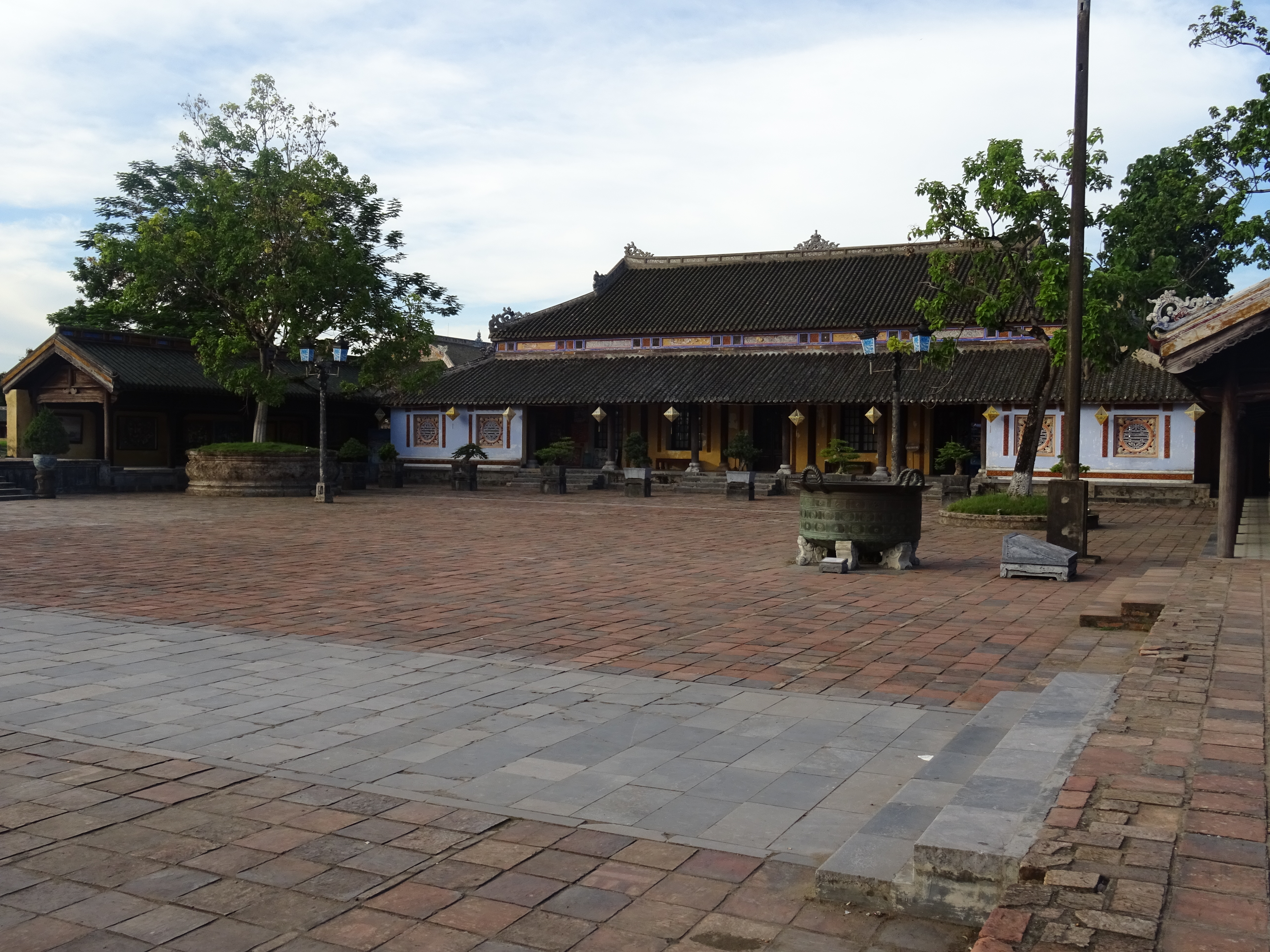
Tả vu (2018)
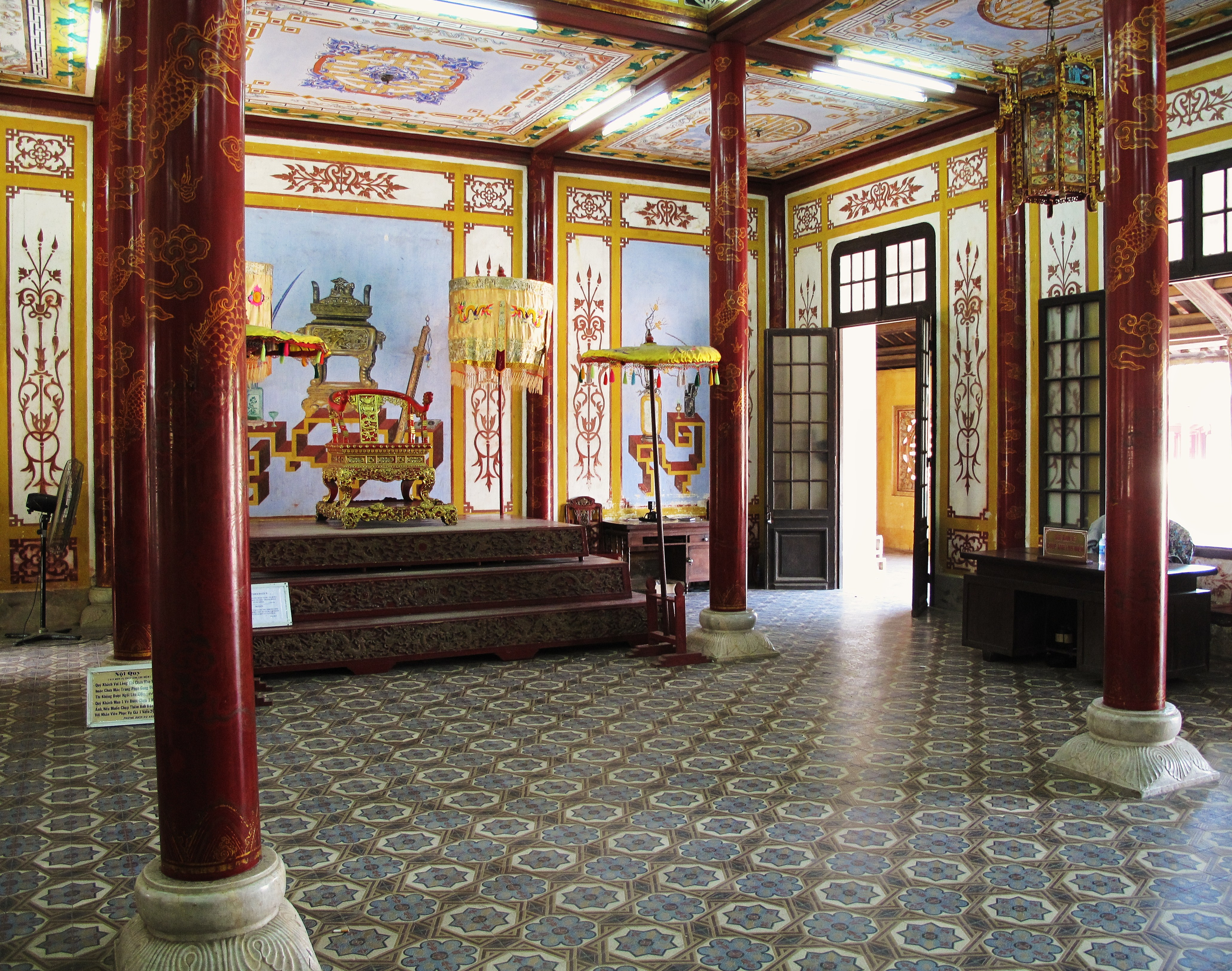
Bên trong Hữu Vu (2012)